# 恩德林 (北达科他州)
恩德林（英語：Enderlin），是美国北达科他州下属的一座城市。根据2010年美国人口普查，该市有人口886人。2011年估计该市有人口876人，相对于2010年，增长率为?1.13%。